# 欧蒂兹河
欧蒂兹河（法語：Autize，此为在德塞夫勒省的拼写，在旺代省拼写为，法語發音：[otiz]）是法国德塞夫勒省与旺代省的河流，是尼奥尔塞夫尔河的右支流，长67.4千米。